# Противотанковое ружьё Рукавишникова
Противотанковое ружьё Рукавишникова — советское противотанковое ружьё образца 1939 года под патрон 14,5 × 114 мм.

## История
В ноябре 1938 года Артиллерийский комитет ГАУ разработал основные критерии противотанкового ружья, отвечающего требованиям современного манёвренного боя. Дальнейшие работы по созданию ПТР замедлило отсутствие подходящего патрона, однако уже в 1938 году был разработан первый образец 14,5-мм патрона.
В середине 1939 года начались испытания 14,5-мм ПТР системы Рукавишникова, одновременно с которыми в 1939—1940 гг. продолжались работы над 14,5-мм патроном.
По результатам полигонных испытаний 7 октября 1939 года Комитет обороны при СНК СССР принял постановление о принятии на вооружение ружья системы Рукавишникова под наименованием «14,5-мм противотанковое ружьё образца 1939 года». Наркомату вооружения СССР предлагалось освоить его производство и в следующем, 1940 году довести выпуск ружей до 15 000 штук. Для организации подготовки производства на Ковровском оружейном заводе было создано специальное проектное бюро.
Однако отношение к ПТР у военных было неоднозначным, в 1940 году у руководства Наркомата обороны СССР возобладало ошибочное мнение о том, что танки противника будут иметь броню толщиной не менее 60-80 мм.
Кроме того, в процессе постановки ПТР в производство выявились многочисленные недоработки в его конструкции (поскольку столь мощные патроны применялись в оружии впервые, высокое давление пороховых газов в канале ствола приводило к тугой экстракции гильз). Требовались специальные меры для обеспечения надежной работы механизмов узла запирания. Обнаружились также и некоторые другие недостатки. Ружьё не обеспечивало безотказности работы автоматики при запылении и угле возвышения выше 50°. Заряжание ружья требовало большого усилия на рукоятку перезаряжания. Во время выстрела большой выхлоп дульного пламени демаскировал расчет.
В 1939 году было выпущено 5 ружей, а 26 августа 1940 года их сняли с вооружения. 
Основной причиной такого решения стало то, что сложное и трудоемкое самозарядное ПТР Рукавишникова по количеству машино-часов станочного оборудования и себестоимости производства не сильно отличалось от значительно более простой по конструкции 45-мм противотанковой пушки, значительно проигрывая 45-мм противотанковому снаряду по бронепробиваемости. Учитывая загруженность завода производством дисковых магазинов к пистолетам-пулеметам и господствовавшее тогда мнение, что к моменту начала будущей войны с Германией немецкие Панцерваффе будут иметь значительное количество средних танков (большее, чем это случилось в реальности) было принято решение ПТР в серию не запускать, а увеличить закупки значительно более эффективных 45-мм противотанковых пушек.
После начала Великой Отечественной войны, 23 июня 1941 года противотанковое ружьё системы Рукавишникова проходило повторные испытания, в результате которых НИПСВО рекомендовал принять на вооружение Красной Армии его усовершенствованный образец «как ружьё, удовлетворяющее всем требованиям, предъявляемым к современным противотанковым ружьям». 8 июля 1941 года Главный военный совет вторично рассмотрел вопрос о принятии на вооружение 14,5-мм противотанкового ружья Рукавишникова образца 1939 года.
Было установлено, что по сравнению с аналогичными иностранными образцами ПТР имело значительные преимущества по боевым и эксплуатационным качествам, однако требовало времени для доводки конструкции, а сложность его конструкции не позволяло быстро наладить производство этого ПТР в условиях военного времени, поэтому оно было отклонено в пользу ПТР Симонова.

## Описание
Автоматика ПТР работала по принципу отвода пороховых газов из канала ствола, запирание осуществлялось поворотом затвора. Ударный механизм ударникового типа. Капсюль патрона разбивал массивный ударник под действием боевой пружины, смонтированной в ударнике. Спусковой механизм имел предохранитель флажкового типа, расположенный с правой стороны спусковой скобы. Экстракция и отражение стреляной гильзы осуществлялись с помощью экстрактора, смонтированного на затворе, и отражателя, жестко закрепленного в задней части ствольной коробки. Питание производилось из отъемного коробчатого магазина емкостью 5 патронов, крепившегося с левой стороны ствольной коробки. Другими словами оружие было выполнено в классических рамках, без внедрения каких-либо нововведений в саму систему автоматики, по сравнению с самозарядной винтовкой Рукавишникова обр. 1938 года. Прицельные приспособления состояли из открытого прицела секторного типа, рассчитанного на дальность до 1000 м, и мушки. Для уменьшения значительной силы отдачи от мощных боеприпасов на стволе монтировался трёхкамерный дульный тормоз-компенсатор, а на затыльнике деревянного приклада — подушка из губчатой резины. Наведение оружия на цель осуществлялось с помощью рукоятки управления огнём пистолетного типа. На деревянном прикладе для смягчения отдачи при стрельбе имелась кожаная подушка и откидной наплечник. На противотанковом ружье Рукавишникова были смонтированы складные сошки и рукоятка для переноски. Это оружие оказалось удачным, помимо достаточно высоких боевых качеств (при скорострельности 15 выстр/мин пробивало 20 мм цементированную броню на дальности до 500 м под углом 20 градусов), ПТР оказалось достаточно удачным и легким в обращении и эксплуатации. Имея небольшие габариты оно легко переносилось двумя солдатами на поле боя с помощью наплечных ремней, прикреплённых к передней и задней рукояткам, предназначенным для переноски на короткие расстояния.
На полигонных испытаниях в 1940 г. ПТР Рукавишникова с 400 м пробило по нормали броневой лист толщиной 22 мм. Но на дистанции 200 м и 100 м при испытаниях лист толщиной 30 мм пробит не был вообще (хотя должен был быть пробитым). Проблема была в 14,5-мм патроне с пулей Б-32 со стальным сердечником. Патрон с пулей БС-41 с металлокерамическим сердечником был принят на вооружение только в августе 1941 года (а производство его началось только в октябре), и отсутствие эффективного боеприпаса было существенным аргументом против противотанковых ружей в предвоенный период.
Конкурентом ПТР Рукавишникова стала 23-мм пушка Таубина-Бабурина. Она весила 78 кг, и монтировалась на том же колёсном станке, что и ружьё Рукавишникова. Было принято решение работы над ПТР приостановить, поскольку «результаты с пехотной пушкой Таубина-Бабурина с приёмником на 9 патронов более предпочтительны».

## Варианты и модификации
ПТР Рукавишникова было разработано в двух вариантах, основным был станковый вариант на колёсном лафете (на мотоциклетных колёсах и с расчётом из четырёх человек); второй вариант был на сошках, но стрелять из него вследствие большого веса ружья оказалось невозможно.